# Hiram McCullough

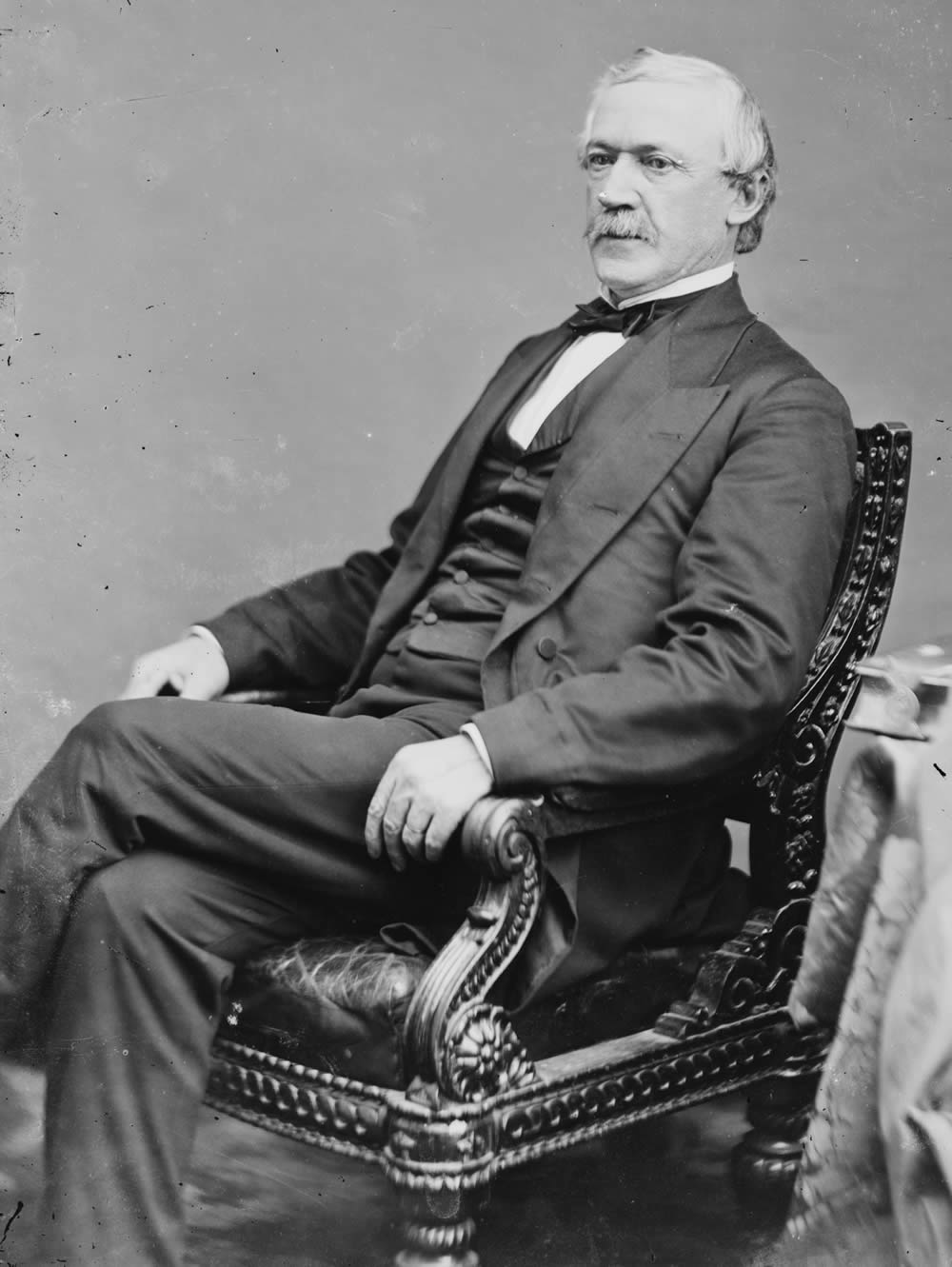
Hiram McCullough

Hiram McCullough (* 26. September 1813 bei Elkton, Cecil County, Maryland; † 4. März 1885 ebenda) war ein US-amerikanischer Politiker. Zwischen 1865 und 1869 vertrat er den Bundesstaat Maryland im US-Repräsentantenhaus.

## Werdegang
Hiram McCullough besuchte die Elkton Academy. Nach einem anschließenden Jurastudium und seiner 1837 erfolgten Zulassung als Rechtsanwalt begann er in Elkton in diesem Beruf zu arbeiten. Gleichzeitig schlug er als Mitglied der Demokratischen Partei eine politische Laufbahn ein. Zwischen 1845 und 1851 saß er im Senat von Maryland. 1850 kandidierte er erfolglos für das US-Repräsentantenhaus. Im selben Jahr war er Mitglied einer Kommission zur Überarbeitung der Staatsgesetze von Maryland.
Bei den Kongresswahlen des Jahres 1864 wurde McCullough im ersten Wahlbezirk von Maryland in das US-Repräsentantenhaus in Washington, D.C. gewählt, wo er am 4. März 1865 die Nachfolge von John Creswell antrat. Nach einer Wiederwahl konnte er bis zum 3. März 1869 zwei Legislaturperioden im Kongress absolvieren. In diese Zeit fiel das Ende des Bürgerkrieges. Seit 1865 war die Arbeit des Kongresses von den Spannungen zwischen der Republikanischen Partei und Präsident Andrew Johnson überschattet, die in einem nur knapp gescheiterten Amtsenthebungsverfahren gipfelten. In den Jahren 1865 und 1868 wurden der 13. und der 14. Verfassungszusatz ratifiziert.
Nach dem Ende seiner Zeit im US-Repräsentantenhaus praktizierte McCullough wieder als Anwalt. Er wurde zum juristischen Berater der Eisenbahngesellschaft Philadelphia, Wilmington and Baltimore Railroad. In den Jahren 1864 und 1868 war er Delegierter zu den jeweiligen Democratic National Conventions. Außerdem war er von 1880 bis 1881 Mitglied und 1880 Präsident des Abgeordnetenhauses von Maryland. Er starb am 4. März 1885 in Elkton, wo er auch beigesetzt wurde.